# Carl Albert von Roedern
Carl Albert Graf von Roedern, Freiherr auf Krappitz, auch Reder oder Röder (* 2. Oktober 1704; † 8. Februar 1766) war ein preußischer Minister.

## Leben

### Herkunft und Familie
Carl Albert war Angehöriger der Grafen Roedern, Freiherren zu Krappitz. Seine Eltern waren Heinrich Gottlob von Graf Roedern und Anna Elisabeth, geborene Freiin Saurma von und zu der Jeltsch (1663–1708). Seine Schwester Henriette Sophia Gräfin von Roedern (1694–1760) war mit dem preußischen Generalleutnant Wilhelm Alexander von Dohna-Schlodien (1695–1749) vermählt. Da Carl Albert selbst ohne Kinder blieb, wurde sein Neffe Wilhelm Christoph Gottlob Graf zu Dohna-Schlodien (1724–1787) sein Universalerbe.

### Werdegang
Roedern war Oberamtsdirektor im Herzogtum Niederschlesien, Glogausches Departement. Er avancierte am 16. Dezember 1741 zum Wirklichen Geheimen Etatsrat. Am 20. April 1742 wurde er zum Oberpräsident bei der Oberamtsregierung, dem Konsistorium und dem Pupillenkollegium in Glogau ernannt. Zu selben Anlass, erhielt er den Schwarzen Adlerorden.
Er war Mitglied der preußischen Regierung.
Roedern verfügte über einen umfangreichen Gutsbesitz. Er war Freiherr zu Krappitz und Herr zu Berg. Erbherr über die Herrschaften Mallmitz, Groß und Klein Kotzenau, Krebsberg, Primkenau und Petersdorf, sowie auch Weichau, Cuntzendorf, Crachen und Sebnitz.
Carl Albert starb als preußischer Geheimer Staats- und Kriegsminister, Oberamtsregierungs- und Oberkonsistorialpräsident zu Glogau. Er war ebenfalls Ritter des Johanniterordens.